# Pengarasan (Dukuhturi)
Pengarasan is een bestuurslaag in het regentschap Tegal van de provincie Midden-Java, Indonesië. Pengarasan telt 2067 inwoners (volkstelling 2010).